# Кеверешу Маре (Тимиш)
Кеверешу Маре (рум. Chevereşu Mare) насеље је у Румунији у округу Тимиш у општини Кеверешу Маре. Oпштина се налази на надморској висини од 101 m.

## Историја
Место Велики Кевереш посетили су 1660. године калуђери српског манастира Пећке патријаршије. То је српско село, а записани су дародавци мештани: домаћин Лука (код којрг су скупљачи прилога коначили), поп Миленко, поп Стојан (из Малог Кевереша; записан и 1666. када је принео 500 аспри од села), Радован, Бошко, Никола Стојановић, Обрад, Вукман и Кушута. Када је ослобођен Банат од Турака 1717. године ту има 75 кућа.
Аустријски царски ревизор Ерлер је 1774. године констатовао да место "Ковереш" припада Тамишком округу, Чаковачког дистрикта. Село има подуправни подуред и поштанску станицу (од 1721) а становништво је било претежно влашко.
Када је 1797. године пописан православни клир, ту се налазе три свештеника. Пароси, поп Јован Поповић (рукоп. 1782), поп Петар Брештин (1788) и поп Кирил Димитријевић (1794) служили су се само румунским језиком.
По "Румунској енциклопедији" место се помиње тек од 1690. године. Ту је 1717. године пописано 75 кућа. Место се налазило у шуми па је премештена на данашњу локацију. Поштанска станица је радила од 1721. године. Током тог века колонизовани су Мађари, који су подигли своју римокатоличку цркву.

## Становништво
Према подацима из 2002. године у насељу је живело 1910 становника.

### Попис2002.
| Расподела становништва по националности 2002.‍ | Расподела становништва по националности 2002.‍ | Расподела становништва по националности 2002.‍ | Расподела становништва по националности 2002.‍ | Расподела становништва по националности 2002.‍ |
| --------------------------------------------- | --------------------------------------------- | --------------------------------------------- | --------------------------------------------- | --------------------------------------------- |
|                                               |                                               |                                               |                                               |                                               |
| Румуни                                        | Румуни                                        |                                               | 1.343                                         | 70,4%                                         |
| Мађари                                        | Мађари                                        |                                               | 207                                           | 10,8%                                         |
| Роми                                          | Роми                                          |                                               | 210                                           | 11,0%                                         |
| Украјинци                                     | Украјинци                                     |                                               | 6                                             | 0,3%                                          |
| Немци                                         | Немци                                         |                                               | 3                                             | 0,2%                                          |
| Срби                                          | Срби                                          |                                               | 6                                             | 0,3%                                          |
| Словаци                                       | Словаци                                       |                                               | 133                                           | 7,0%                                          |

### Хронологија
| Година       | 1992 | 1993 | 1994 | 1995 | 1996 | 1997 | 1998 | 1999 | 2000 | 2001 | 2002 | 2003 | 2004 | 2005 | 2006 | 2007 | 2008 | 2009 | 2010 | 2011 | 2012 | 2013 | 2014 | 2015 | 2016 | 2017 |
| ------------ | ---- | ---- | ---- | ---- | ---- | ---- | ---- | ---- | ---- | ---- | ---- | ---- | ---- | ---- | ---- | ---- | ---- | ---- | ---- | ---- | ---- | ---- | ---- | ---- | ---- | ---- |
| Становништво | 1885 | 1885 | 1901 | 1909 | 1869 | 1866 | 1871 | 1893 | 1934 | 1940 | 1954 | 1994 | 2082 | 2111 | 2103 | 2084 | 2091 | 2115 | 2160 | 2194 | 2231 | 2219 | 2228 | 2215 | 2275 | 2288 |